# پارک شبه‌ملی ایچی کوگن
پارک شبه‌ملی ایچی کوگن (به لاتین: Aichi Kōgen Quasi-National Park) یک منطقهٔ مسکونی در ژاپن است که در استان آیچی واقع شده‌است.